# De Kustroute
De Kustroute (Noors: Kystruta) is een landelijke langeafstandsfietsroute in Noorwegen. De route verbindt de Noordkaap met Halden op de grens met Zweden. Het gehele traject is onderdeel van de EuroVelo. Het eerste deel van de route (tot Bergen is onderdeel van de EV1 Atlantische Kustroute, het deel vanaf Bergen tot de Zweedse grens van de EV12 Noordzeeroute. De EV7 Route van de Zon en EV11 Oost-Europaroute starten ook op de Noordkaap en loopt kort parallel mee. Het traject is bewegwijzerd in twee richtingen met het cijfer 1 en is onderdeel van de nationale fietsroutes van Noorwegen. 

## Traject
De route begint op de noordelijkste punt van het Europese continent, de Noordkaap. Hier starten de EuroVelo EV1, EV7 en EV11. Het eerste deel van de route voert langs de kust van de Atlantische Oceaan door Lapland.  
In Olderfjord verlaat de EV11 de route. Iets verder in Alta verlaat de EV7 de route, samen met de landelijke route 10. Noordkaap tot Lindesnes. De route steekt diverse fjorden per veerboot over. De route voert over de Lofoten en maakt dan de oversteek naar Bodø. De route voert zuidwaarts langs de kust en steekt de Trondheimfjord over naar Trondheim. Hier start de EuroVelo EV3 Pelgrimsroute, met het Noorse deel, de landelijke route 7. De Pelgrimsroute. Verder kan hier worden aangesloten op de landelijke route 9. De Wildernisroute.  
In Bergen verlaat de EV1 de route om over te steken naar Schotland. De EV12 komt hier juist van de Shetlandeilanden aan land. De route doorkruist het gebied rond de Hardangerfjord. In Bergen kan ook worden aangesloten op de landelijke routes 3. Fjorden en bergen, 4. Rallarvegen en 6. De Sognefjellroute. 
De route volgt na Bergen de kust van de Noordzee. In Lindesnes wordt het zuidelijkste punt van Noorwegen bereikt. Hier kan worden aangesloten op de landelijke route 10. Noordkaap tot Lindesnes. Iets verderop in Larvik kan worden aangesloten op de landelijke route 5. De Numedalroute.
In Moss sluit de EV3 weer aan op de route om parallel mee te lopen tot het eindpunt. Hier kan ook worden aangesloten op de landelijke route 7. De Pelgrimsroute, welke eveneens parallel meeloopt tot het eindpunt. Ook kan worden aangesloten op de Unionsleden, één van de nationale fietsroutes van Zweden.
In eindpunt Halden kunnen de EV3 en EV12 verder gevolgd worden Zweden in. Ook kan de landelijke route 9. De Wildernisroute worden opgepakt.

## Aansluitingen met Europese routes
- Tussen de Noordkaap en Bergen loopt de route parallel met de EuroVelo EV1 Atlantische Kustroute.
- Tussen de Noordkaap en Alta loopt de route parallel met de EuroVelo EV7 Route van de Zon.
- Tussen de Noordkaap en Olderfjord loopt de route parallel met de EuroVelo EV11 Oost-Europaroute.
- In Trondheim kan worden aangesloten op de EuroVelo EV3 Pelgrimsroute.
- Tussen Bergen en Halden loopt de route parallel met de EuroVelo EV12 Noordzeeroute.
- Tussen Moss en Halden loopt de route parallel met de EuroVelo EV3 Pelgrimsroute.

## Aansluitingen met andere routes
- Tussen de Noordkaap en Alta loopt de route parallel met de landelijke route 10. Noordkaap tot Lindesnes.
- In Trondheim kan worden aangesloten op de landelijke route 7. De Pelgrimsroute.
- In Trondheim kan worden aangesloten op de landelijke route 9. De Wildernisroute.
- In Bergen kan worden aangesloten op de landelijke route 3. Fjorden en bergen.
- In Bergen kan worden aangesloten op de landelijke route 4. Rallarvegen.
- In Bergen kan worden aangesloten op de landelijke route 6. De Sognefjellroute.
- In Lindesnes kan worden aangesloten op de landelijke route 10. Noordkaap tot Lindesnes.
- In Kristiansand kan worden aangesloten op de landelijke route 3. Fjorden en bergen.
- In Porsgrunn kan worden aangesloten op de landelijke route 2. De Kanaalroute.
- In Larvik kan worden aangesloten op de landelijke route 5. De Numedalroute.
- Tussen Moss en Halden loopt de route parallel met de landelijke route 7. De Pelgrimsroute.
- In Moss kan worden aangesloten op de Unionsleden, één van de nationale fietsroutes van Zweden.
- In Halden kan worden aangesloten op de landelijke route 9. De Wildernisroute.